# هیپوکسی

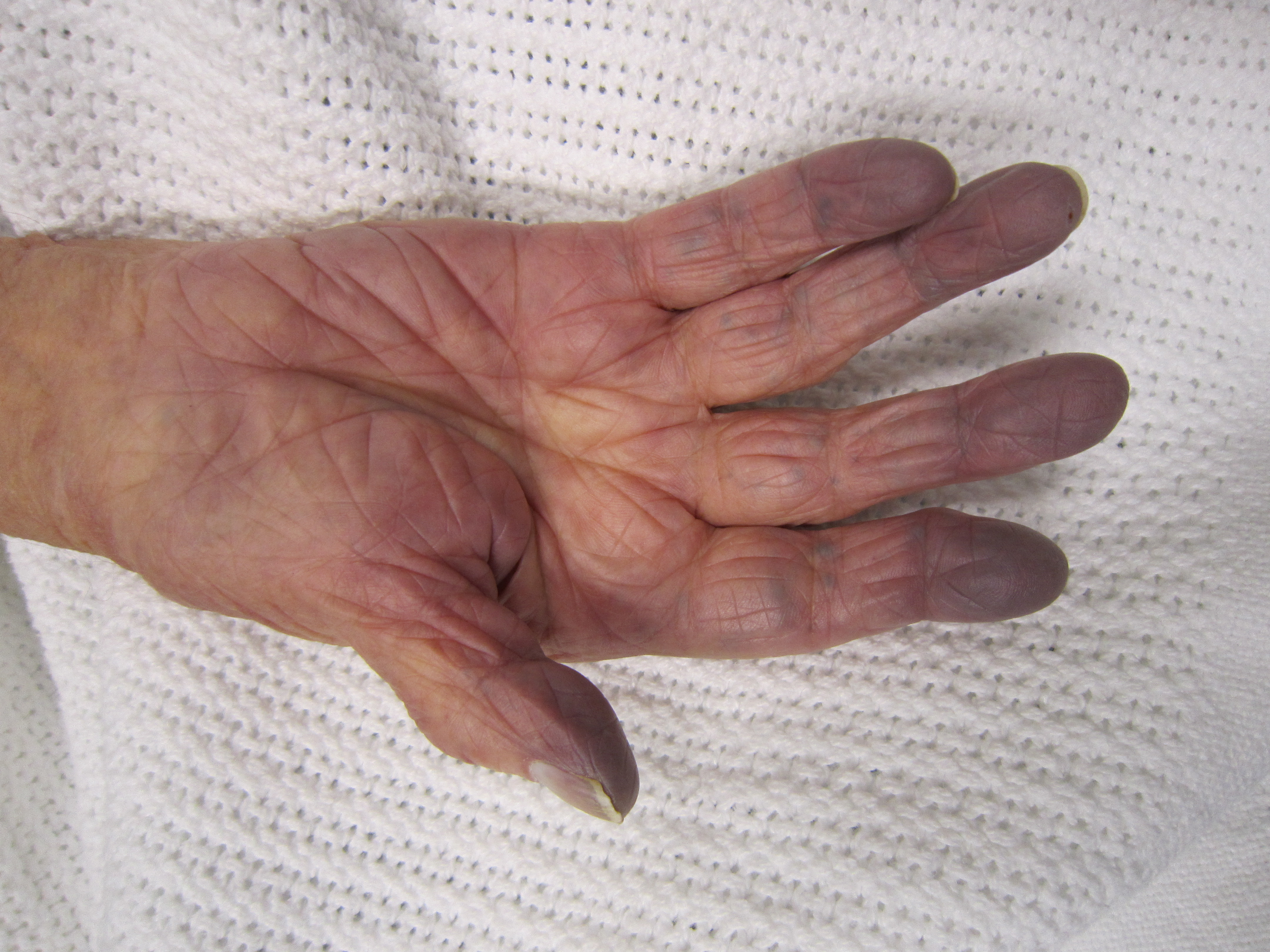
پدیده هیپوکسی در قسمت دست

هیپوکسی (به فرانسوی: Hypoxie) یا هایپوکسیا (به انگلیسی: Hypoxia) یا کم‌اکسیژنی از علائم بیماری است و به معنای کاهش اکسیژن‌رسانی به تمام ارگانیسم (هیپوکسی جنرال) یا بافت‌های بدن (هیپوکسی بافت) است و مهم‌ترین علامت کلینیکال آن کبودی در لب و انگشتان دست و پا بوده و می‌تواند ناشی از کاهش اکسیژن هوا مانند صعود به ارتفاعات، اختلالات ریوی و عدم تهویهٔ مناسب ریه‌ها، کم‌خونی و اختلالات یا توقف گردش خون باشد. مسمومیت با سیگار یا قلیان (استنشاق بیش از حد دود آنها)
می‌تواند به هیپوکسی خفیف تا متوسط بینجامد که البته نادر است. مسمومیت با گازهای سمی پردود نیز در ۷۰ درصد موارد می‌تواند منجر به هیپوکسی شود.
کاهش اکسیژن‌رسانی به بافت‌ها منجر به تورم و آسیب بافت‌ها می‌شود که نهایتاً در تبادل اکسیژن و دی‌اکسید کربن بین مویرگ‌ها و بافت‌ها اختلال ایجاد می‌کند.
همچنین، اگر خلبانان در ارتفاعات بسیار بالا از ماسک اکسیژن استفاده نکنند دچار هیپوکسی خواهند شد.
هیپوکسی یکی از محرک‌های مهم ترشح اریتروپوئیتین توسط کلیه‌ها می‌باشد که نقش مهمی در تولید گلبول‌های قرمز خون برعهده دارد.
هیپوکسی در صورت فقدان اریتروپویتین به صورت ناچیزی باعث افزایش تعداد گلبول‌های قرمز می‌شود.
هیپوکسی با هیپوکسمی و آنوکسمی تفاوت دارد، به این صورت که هیپوکسی به شرایطی اشاره دارد که در آن میزان اکسیژن موجود در یک بافت یا کل بدن کافی نیست، در حالی که هیپوکسمی و آنوکسمی به ترتیب به وضعیت‌هایی اشاره دارند که در آنها میزان اکسیژن در خون کم یا اصلاً وجود ندارد. هیپوکسی که در آن هیچ‌گونه اکسیژنی وجود ندارد به عنوان آنوکسی شناخته می‌شود.
علل هیپوکسی می‌تواند خارجی یا داخلی باشد. از علل خارجی می‌توان به تنفس گازهای حاوی اکسیژن کم اشاره کرد، در حالی که علل داخلی شامل کاهش کارایی انتقال گاز در ریه‌ها، کاهش ظرفیت خون برای حمل اکسیژن، اختلال در جریان خون عمومی یا موضعی، یا ناتوانی بافت‌ها در استخراج یا پردازش اکسیژن موجود در خون با اکسیژن کافی است.
هیپوکسی عمومی ممکن است در افراد سالم هنگام صعود به ارتفاعات زیاد رخ دهد و موجب بیماری ارتفاع شود که می‌تواند به عوارض کشنده‌ای مانند ادم ریوی ارتفاع بالا (HAPE) و ادم مغزی ارتفاع بالا (HACE) منجر شود. همچنین، هیپوکسی در هنگام تنفس مخلوط گازهای نادرست با میزان اکسیژن کم، مانند غواصی با سیستم‌های حلقه بستهٔ معیوب، رخ می‌دهد. به علاوه، هیپوکسی خفیف و غیرآسیب‌زا گاهی به صورت عمدی در تمرینات ارتفاع برای بهبود عملکرد ورزشی در سطح سیستمیک و سلولی استفاده می‌شود.
هیپوکسی یکی از عوارض شایع تولد زودرس در نوزادان است. از آنجا که ریه‌ها در مراحل پایانی بارداری تکامل می‌یابند، نوزادان نارس معمولاً دارای ریه‌های تکامل‌نیافته هستند. برای بهبود اکسیژن‌رسانی خون، نوزادانی که در معرض خطر هیپوکسی هستند، ممکن است در داخل انکوباتورهایی قرار گیرند که گرما، رطوبت و اکسیژن مکمل فراهم می‌کنند. در موارد شدیدتر، از دستگاه‌های فشار مثبت مداوم راه هوایی (CPAP) برای درمان استفاده می‌شود.